# Fetra Ratsimiziva
Fetra Ratsimiziva, né le 5 août 1991 à Antananarivo, est un judoka malgache qui a participé aux Jeux olympiques d'été de 2012, où il est le porte-drapeau de la délégation malgache.

## Palmarès
| Année | Compétition            | Lieu         | Résultat | Catégorie      |
| ----- | ---------------------- | ------------ | -------- | -------------- |
| 2011  | Championnats d'Afrique | Dakar        | 2e       | Moins de 81 kg |
| 2011  | Jeux africains         | Maputo       | 3e       | Moins de 81 kg |
| 2020  | Championnats d'Afrique | Antananarivo | 3e       | Moins de 81 kg |